# Whiteboarding
Whiteboarding (дословно — рисование на белой доске) — размещение совместно используемых файлов на экранной «совместной записной книжке» или «белой доске». Программное обеспечение для видеоконференций и дата-конференций часто включает средства, позволяющие пользователю делать отметки на электронной доске примерно так, как он сделал бы это на обычной настенной доске.
Главное свойство данного типа приложений — позволять более чем одному человеку одновременно работать над изображением, с синхронизацией двух версий друг с другом почти в реальном масштабе времени.
Электронная белая доска была впервые включена в начале 1996 в средство CoolTalk в Netscape Navigator 3.0.
Поддерживалась в Microsoft NetMeeting.